# Де Са, Лесли
Лесли Дюма де Са (нидерл. Lesly Dumas de Sa; род. 2 апреля 1993, Мейдрехт, Утрехт) — нидерландский футболист, игравший на позиции вингера.

## Клубная карьера
Де Са начинал заниматься футболом в клубе «Аргон», а в 2002 году перешёл в академию амстердамского «Аякса». В мае 2009 года 16-летний вингер подписал с клубом трёхлетний контракт. В основной команде дебютировал 21 сентября 2011 года в матче 2-го раунда Кубка Нидерландов против «Нордвейка». Де Са появился на поле на 31-й минуте, заменив Араса Озбилиза, а на 62-й минуте забил дебютный гол. В феврале 2012 года подписал новый контракт с «Аяксом» до 2016 года. В чемпионате Нидерландов дебютировал 20 октября 2012 года в гостевой игре с «Хераклесом», выйдя на замену на 77-й минуте вместо Тобиаса Сана.
В сезоне 2013/14 выступал за основную команду и дублирующий состав «Йонг Аякс». Первую игру в Эрстедивизи за «Йонг Аякс» провёл 5 августа 2013 года против «Телстара», а первый гол забил 26 августа в ворота «Эммена». За сезон забил семь мячей в 17 матчах первого дивизиона. 28 сентября впервые попал в стартовый состав первой команды на матч Эредивизи против «Гоу Эхед Иглз» и отметился голом на 50-й минуте. 1 октября в домашнем матче против «Милана» дебютировал в Лиге чемпионов УЕФА. Всего в сезоне за основной состав Лесли сыграл 18 матчей во всех турнирах, включая проигранный финал кубка страны, из них всего в восьми выходил в основе.
24 июля 2014 года перешёл на правах аренды в «Гоу Эхед Иглз». В составе клуба дебютировал 10 августа в матче с «Гронингеном» и забил мяч на 50-й минуте. В конце августа получил травму спины и выбыл на три месяца. Всего он сыграл в 16 матчах чемпионата — «Гоу Эхед Иглз» занял 17-е место и через стыковые матчи выбыл в первый дивизион. Летом 2015 года де Са был выставлен «Аяксом» на трансфер, одним из вариантов продолжением карьеры был словацкий «Тренчин».
24 июня 2015 года был арендован в клуб «Виллем II». 9 августа дебютировал за «трёхцветных» в домашнем матче с «Витессом». 22 сентября в матче 2-го раунда Кубка Нидерландов забил дебютный мяч в ворота любительского клуба ДОВО. Всего за сезон де Са сыграл за «Виллем II» 18 матчей в чемпионате.
27 мая 2016 года перешёл в словацкий «Слован», подписав с клубом из Братиславы четырёхлетний контракт. В новой команде дебютировал 28 июня в матче Лиги Европы УЕФА против албанского «Партизани». Первую игру в чемпионате Словакии провёл 24 июля против «ВиОна». 13 сентября отметился дублем в матче 3-го раунда Кубка Словакии с «Оравске Веселе», а 16 октября забил дебютный гол в чемпионате в домашнем матче с клубом «Сеница». В первом сезоне сыграл во всех турнирах 24 матча и забил три гола, а также провёл несколько матчей за дублирующий состав во второй лиге — «Слован» занял второе место в чемпионате и стал обладателем кубка страны.
Сезон 2017/18 начинал в составе «Слована», а в августе 2017 года отправился в годичную аренду в нидерландский «Осс». В команде дебютировал 8 сентября в матче Эрстедивизи против «Дордрехта», выйдя на замену на 81-й минуте. 24 ноября в матче с «Валвейком» получил травму и покинул поле на носилках, дальнейшее медицинское обследование  выявило разрыв задней крестообразной связки правого колена. Летом 2018 года покинул «Слован» в статусе свободного агента и находился без клуба в течение полтора года. В июле 2019 года начал тренироваться в составе «Йонг Аякс».
В феврале 2020 года подписал трёхлетний контракт со шведским «АФК Эскильстуна». Единственный матч за клуб провёл 16 июня во второй лиге Швеции против «Вестероса», выйдя на замену на 15-й минуте. В августе его контракт был расторгнут. В феврале 2021 года стал игроком болгарского «Царско село». В чемпионате Болгарии дебютировал 22 февраля в домашнем матче с «Ботев». Всего принял участие в 12 матчах чемпионата, а летом 2021 года покинул болгарскую команду.
В феврале 2022 года присоединился к любительской команде «Аякса». Летом того же года проходил стажировку в «Аяксе» в качестве тренера юношеской команды до 14 лет, а летом 2023 года стал постоянным членом молодёжной академии «Аякса».

## Карьера в сборной
С 14 лет выступал за юношеские и молодёжные сборные Нидерландов, включая команды до 17 и 19 лет.
9 сентября 2013 года дебютировал за молодёжную сборную в отборочном турнире чемпионата Европы против сверстников из Люксембурга, заменив во втором тайме Мемфиса Депая.

## Личная жизнь
Родители де Са родом из Анголы, которые переехали в Нидерланды из-за гражданской войны. В их семье пятеро детей. Старший брат Жоселино, который единственный из детей родился в Анголе, тоже стал футболистом — играл только на любительском уровне за «Аргон» и «Аякс».

## Достижения
«Аякс»
- Чемпион Нидерландов (2): 2012/13, 2013/14

«Слован»
- Обладатель Кубка Словакии: 2016/17

## Статистика выступлений
| Клуб             | Сезон            | Лига | Лига | Кубок | Кубок | Европейские кубки | Европейские кубки | Прочие | Прочие | Итого | Итого |
| Клуб             | Сезон            | Игры | Голы | Игры  | Голы  | Игры              | Голы              | Игры   | Голы   | Игры  | Голы  |
| ---------------- | ---------------- | ---- | ---- | ----- | ----- | ----------------- | ----------------- | ------ | ------ | ----- | ----- |
| Аякс             | 2011/12          | 0    | 0    | 1     | 1     | 0                 | 0                 | —      | —      | 1     | 1     |
| Аякс             | 2012/13          | 1    | 0    | 0     | 0     | 0                 | 0                 | —      | —      | 1     | 0     |
| Аякс             | 2013/14          | 12   | 1    | 3     | 0     | 3                 | 0                 | —      | —      | 18    | 1     |
| Аякс             | Итого            | 13   | 1    | 4     | 1     | 3                 | 0                 | —      | —      | 20    | 2     |
| → Йонг Аякс      | 2013/14          | 17   | 7    | —     | —     | —                 | —                 | —      | —      | 17    | 7     |
| → Йонг Аякс      | Итого            | 17   | 7    | —     | —     | —                 | —                 | —      | —      | 17    | 7     |
| → Гоу Эхед Иглз  | 2014/15          | 16   | 1    | 0     | 0     | —                 | —                 | 1      | 0      | 17    | 1     |
| → Гоу Эхед Иглз  | Итого            | 16   | 1    | 0     | 0     | —                 | —                 | 1      | 0      | 17    | 1     |
| → Виллем II      | 2015/16          | 18   | 0    | 2     | 1     | —                 | —                 | 0      | 0      | 20    | 1     |
| → Виллем II      | Итого            | 18   | 0    | 2     | 1     | —                 | —                 | 0      | 0      | 20    | 1     |
| Слован           | 2016/17          | 18   | 1    | 5     | 2     | 1                 | 0                 | —      | —      | 24    | 3     |
| Слован           | 2017/18          | 2    | 0    | 0     | 0     | 2                 | 0                 | —      | —      | 4     | 0     |
| Слован           | Итого            | 20   | 1    | 5     | 2     | 3                 | 0                 | —      | —      | 28    | 3     |
| → Слован II      | 2016/17          | 5    | 2    | —     | —     | —                 | —                 | —      | —      | 5     | 2     |
| → Слован II      | Итого            | 5    | 2    | —     | —     | —                 | —                 | —      | —      | 5     | 2     |
| → Осс            | 2017/18          | 10   | 0    | 1     | 0     | —                 | —                 | —      | —      | 11    | 0     |
| → Осс            | Итого            | 10   | 0    | 1     | 0     | —                 | —                 | —      | —      | 11    | 0     |
| АФК Эскильстуна  | 2020             | 1    | 0    | 0     | 0     | —                 | —                 | —      | —      | 1     | 0     |
| АФК Эскильстуна  | Итого            | 1    | 0    | 0     | 0     | —                 | —                 | —      | —      | 1     | 0     |
| Царско село      | 2020/21          | 12   | 0    | 1     | 0     | —                 | —                 | —      | —      | 13    | 0     |
| Царско село      | Итого            | 12   | 0    | 1     | 0     | —                 | —                 | —      | —      | 13    | 0     |
| Всего за карьеру | Всего за карьеру | 112  | 12   | 13    | 4     | 6                 | 0                 | 1      | 0      | 132   | 16    |